# Tipula (Nippotipula) brevifusa brevifusa
Tipula (Nippotipula) brevifusa brevifusa is een ondersoort van de tweevleugelige Tipula (Nippotipula) brevifusa uit de familie langpootmuggen (Tipulidae). De ondersoort komt voor in het Palearctisch en Oriëntaals gebied.